# Distributed.net
distributed.net — одна з найстаріших мережевих спільнот розподілених обчислень. Виникла доволі стихійно — на хвилі гонитви за грошовими призами, запропонованими компанією RSA Data Security.
Станом на 2009 рік в активі distributed.net 8 успішно завершених проєктів: 5 грошових криптографічних (злами стійких шифрів від RSA і CS Communications) і три науково-математичних (OGR-24, OGR-25, OGR-26).
Всі проєкти distributed.net відрізняються невибагливістю до швидкості комп'ютера — можуть ефективно працювати навіть на старих 486/P1-2 (які зазвичай зовсім непридатні для багатьох сучасних розподілених проектів).

## Історія[2]
Криптографи RSA в січні 1997 року оголосили серію конкурсів Secret Key Challenge. Для RSA було важливо наочно продемонструвати вразливість криптоалгоритму DES, розповсюдженого тоді в американській армії і спецслужбах, порівняно зі стійкішою розробкою компанії — шифром RC5.
У сутичку за призи вступили багато різних груп. Однією з них була розрізнена розподілена спільнота, що згуртувалася в лютому 1997 навколо ініціативи Earle Ady фірми New Media Laboratories (genx.net). Через постійні мережеві атаки на genx.net, що почалися незабаром, (витівки конкуруючих команд?) і, як наслідок, проблеми доступу до вузла, один з учасників, Jeff 'Bovine' Lawson, спорудив у себе перший буферний проксі для координації завдань за недоступності головного сервера. В кінці березня 1997, Earle Ady, так і не зумівши вирішити проблеми з доступом, оголошує про припинення роботи свого key-сервера на genx.net. Нову систему з п'яти роздавальних проксі-серверів, що страхують один одного, піднімають між собою Jeff Lawson (Bovine), Adam Beberg (Duncan), Peter Gildea (PetrDoubt), David McNett (Nugget), Chris Chiapusio (EA) і Peter DeNitto (AldE).
8 травня 1997 року в InterNIC зареєстровано домен distributed.net. До жовтня 1997 року в американському штаті Алабама отримано свідоцтво про реєстрацію некомерційної організації Distributed Computing Technologies Inc. (DCTI [Архівовано 24 травня 2021 у Wayback Machine.]). 1999 року прийнято «Положення про місію проекту» (Mission Statement [Архівовано 11 червня 2010 у Wayback Machine.]).
15 квітня 1999 Adam 'Duncan' Beberg (творець сайту distributed.net і системи статистики, один з головних розробників клієнта dnet v2) приймає рішення зняти з себе шапку президента DCTI для роботи над власним дітищем Cosm. (Cosm [Архівовано 11 серпня 2011 у Wayback Machine.] — відкрита платформа мережевої взаємодії, пізніше використовувана в багатьох наукових обчислювальних і розподілених проєктах (зокрема у Folding@home); ідейна попередниця BOINC.)
У листопаді 2000 distributed.net оголошує про партнерство з фірмою United Devices (відомою своїми проєктами розподілених обчислень). UD запросила на роботу 14 активістів (staff members) спільноти.

## Поточні проєкти

### RC5-72
RSA Labs пропонувала групі-переможниці приз $10000.
Сума мала розподілятися [Архівовано 30 червня 2021 у Wayback Machine.] так:
- $1000 — учаснику-переможцю, який знайшов ключ;
- $1000 — команді переможця або переможцю, якщо той не брав участі в командах;
- $2000 — DCTI за програмний код і організацію мережі;
- $6000 — одній із некомерційних організацій, обраній за рішенням усіх учасників (Free Software Foundation, Electronic Frontier Foundation, Project Gutenberg, Software in the Public Interest, Computer Professionals for Social Responsibility[en] або Electronic Privacy Information Center[en]).

У травні 2007 компанія RSA Labs оголосила про завершення заходу — розв'язки більше не приймаються, грошовий приз за злам 72-бітного ключа видано не буде. Учасники distributed.net працювали над проєктом більше 4 років.
У вересні 2008 активісти distributed.net опублікували рішення про продовження фінансування конкурсу за рахунок власного фонду DCTI.
Розподіл:
- $1000 — переможцю;
- $1000 — команді переможця;
- $2000 — НКО, яка перемагає за голосуванням (FSF).

Імовірність того, що відповідний ключ буде знайдено протягом завтрашнього дня, становить [Архівовано 9 жовтня 2018 у Wayback Machine.] ~ 1/38 899 [грудень 2011]. Це також означає, що з даною швидкістю весь простір ключів буде перевірено за 38 899 днів.

### OGR
OGR (Optimal Golomb Rulers) — математичний проєкт, націлений на пошук оптимальних лінійок Голомба, які застосовуються в радіоастрономії, рентгено-кристалографії і теорії зв'язку.
Перші квазіоптимальні лінійки порядків 1,2, …, 8 знайшов вручну Воллес Бабкок (Wallace C. Babcock) 1952 року. Їх оптимальність пізніше доведено перебором (1967—1972 роки). Нові кандидати в оптимальні лінійки 9,10, …, 19 відкривали різними математичними методами від 1967 до 1984 року. Повним перебором (1972—1994 роки) багато з них підтверджено, хоча OGR-9,13,15,16 відкрито лише за допомогою повного перебору на комп'ютері. Оптимальність відомих кандидатів на OGR-20, 21, 22, 23 довели учасники відкритого розподіленого проєкту Golomb ruler search від 1997 до 1999 року. Після завершення OGR-23, за обопільною домовленістю, ініціатива і всі напрацювання Golomb ruler search перейшли під крило distributed.net. У липні 2000 року на distributed.net офіційно стартував проєкт OGR-24.
- OGR-24: 1 листопада 2004 року повним перебором підтверджено оптимальність лінійки Голомба 24 порядку, якку відкрили 1967 року Джон Робінсон (John P. Robinson) та Артур Бернштейн (Arthur J. Bernstein).
- OGR-25: 24 жовтня 2008 року доведено оптимальність лінійки 25 порядку, відкритої М. Д. Аткінсоном (M. D. Atkinson) і А. Гассенкловером (A. Hassenklover) 1984 року.

OGR-NG (Next Generation): перед початком OGR-26 алгоритм перебору значно поліпшено в бік підвищення ефективності пошуку. Назву проєкту в клієнті змінено на OGR-NG.
- OGR-26: успішно завершено 24 лютого 2009 року. Підтверджено лінійку, яку 1984 року знайшли Аткінсон і Гассенкловер.
- OGR-27: успішно завершено 2014 року. Оптимальність доведено.

## Особливості
Клієнт характеризується малим розміром на диску і в пам'яті, наявністю версій під значну кількість операційних систем і архітектур (від Sony Playstation 2/3 до VAX, NeXTSTEP і QNX Neutrino), ручною оптимізацією розрахункових ядер на рівні асемблера. Також існують версії під платформи Nvidia CUDA і AMD FireStream.
Для мереж, що мають «нестандартний» вихід в інтернет, пропонується структура так званих персональних проксі (англ. personal proxy), кожен з яких може тримати в буферах багато завдань і постачати ними клієнтів у локальній мережі.
Автооновлення клієнта немає.
Розмір одного пакунка (опрацьовується від 5 хв до декількох годин, залежно від проєкту і «як пощастить») — приблизно 130−150 байт.
Існує створений проєктом Yoyo@home обгортка для клієнтської програми distributed.net, що дозволяє брати участь в OGR на платформі BOINC.